# Bistum Livingstone
Das Bistum Livingstone (lateinisch Dioecesis Livingstonensis, englisch Diocese of Livingstone) ist eine in Sambia gelegene römisch-katholische Diözese mit Sitz in Livingstone. Es umfasst einen Teil der Südprovinz.

## Geschichte
Papst Pius XI. gründete die Apostolische Präfektur Victoria Falls mit der Bulle Quo in Rhodesiae Septentrionalis  am 25. Mai 1936 aus Gebietsabtretungen der Apostolischen Präfektur Broken Hill. Mit der Apostolischen Konstitution Si qua enascens wurde sie am 10. März 1950 in den Rang eines Apostolischen Vikariats erhoben.
Mit der Apostolischen Konstitution Cum christiana fides wurde es am 25. April 1959 in den Rang eines Bistums erhoben, das dem Erzbistum Lusaka als Suffraganbistum unterstellt wurde. Einen Teile seines Territoriums verlor es am 14. Juni 1997 zugunsten des Bistums Mongu.

## Ordinarien

### Apostolischer Präfekt von Victoria Falls
- Vincent Joseph Flynn OFMCap (28. Juli 1936 – 10. März 1950, zurückgetreten)

### Apostolischer Vikar von Livingstone
- Timothy Phelim O’Shea OFMCap (24. Mai 1950 – 25. April 1959)

### Bischöfe von Livingstone
- Timothy Phelim O’Shea OFMCap (25. April 1959 – 18. November 1974, zurückgetreten)
- Adrian Mung’andu (18. November 1974 – 9. Januar 1984, dann Erzbischof von Lusaka)
- Raymond Mpezele, (3. Mai 1985 – 18. Juni 2016)
- Valentine Kalumba OMI (seit 18. Juni 2016)

## Statistik
| Jahr | Bevölkerung | Bevölkerung | Bevölkerung | Priester     | Priester         | Priester       | Priester               | Ständige Diakone | Ordensleute  | Ordensleute      | Pfarreien |
| Jahr | Katholiken  | Einwohner   | %           | Gesamtanzahl | Diözesanpriester | Ordenspriester | Katholiken je Priester | Ständige Diakone | Ordensbrüder | Ordensschwestern | Pfarreien |
| ---- | ----------- | ----------- | ----------- | ------------ | ---------------- | -------------- | ---------------------- | ---------------- | ------------ | ---------------- | --------- |
| 1950 | 3.428       | 358.000     | 1,0         | 20           |                  | 20             | 171                    |                  |              | 21               | 8         |
| 1970 | 51.869      | 562.000     | 9,2         | 44           |                  | 44             | 1.178                  |                  | 66           | 105              |           |
| 1980 | 57.399      | 554.000     | 10,4        | 34           | 2                | 32             | 1.688                  |                  | 63           | 108              | 23        |
| 1990 | 87.906      | 776.000     | 11,3        | 62           | 11               | 51             | 1.417                  |                  | 107          | 118              | 23        |
| 1999 | 52.501      | 348.432     | 15,1        | 35           | 9                | 26             | 1.500                  |                  | 31           | 43               | 12        |
| 2000 | 53.610      | 355.758     | 15,1        | 30           | 10               | 20             | 1.787                  |                  | 27           | 49               | 12        |
| 2004 | 69.810      | 419.060     | 16,7        | 34           | 14               | 20             | 2.053                  |                  | 28           | 53               | 14        |
| 2007 | 74.558      | 431.000     | 17,2        | 32           | 11               | 21             | 2.329                  |                  | 31           | 60               | 14        |
| 2013 | 91.711      | 496.000     | 18,5        | 31           | 15               | 16             | 2.958                  |                  | 32           | 53               | 16        |